# مسجد ألف نور
مسجد ألف نور (بالتاملية: ஆயிரம் விளக்கு மசூதி) هو أحد أكبر المساجد في الهند، وأقدمها في ولاية تامل نادو حيث تأسس سنة 1810. ويعود هذا المسجد للطائفة الشيعية.